# Gerhard Grüneberg

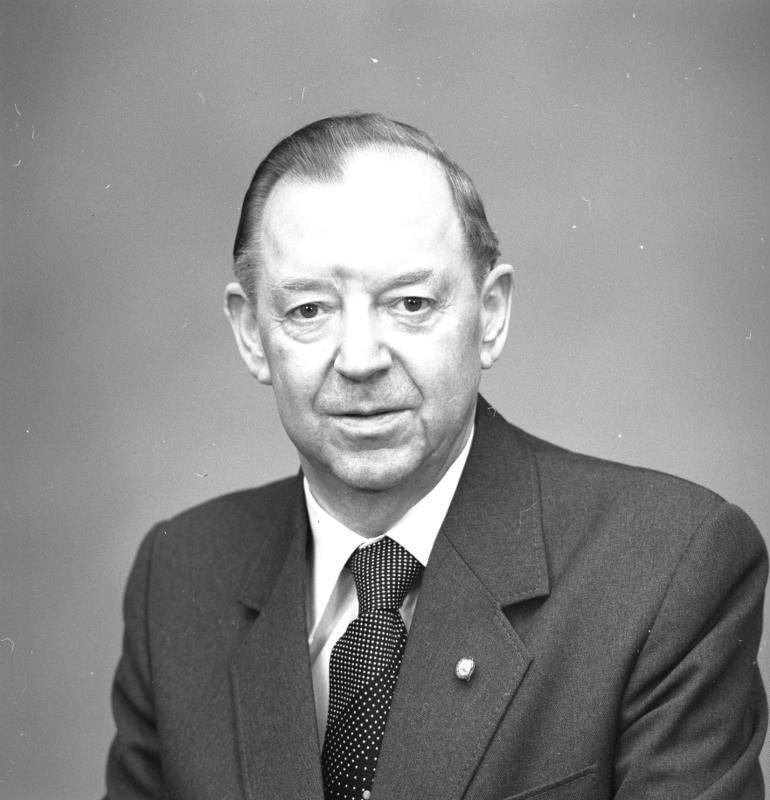
Gerhard Grüneberg (1981)

Gerhard Grüneberg (* 29. August 1921 in Lehnin; † 10. April 1981 in Berlin) war ein SED-Funktionär, der maßgeblich die Landwirtschaftspolitik der DDR im Zeitraum zwischen den 1960er und den frühen 1980er Jahren prägte. Er war auch Mitglied des Politbüros des ZK der SED.

## Leben in der Weimarer Republik und im Dritten Reich
Grüneberg wuchs in einfachen Verhältnissen im brandenburgischen Lehnin auf. Seine Eltern waren seit 1919 bzw. seit 1928 Mitglieder der Kommunistischen Partei Deutschlands (KPD). Grüneberg gehörte von 1928 bis 1933 dem Jung-Spartakus-Bund an.
Nach dem Besuch der Volksschule erlernte Grüneberg den Beruf des Maurers (1936–1939) und übte ihn bis zu seiner Einberufung in die Kriegsmarine im Frühjahr 1941 aus. Er diente auf verschiedenen Schiffen, erreichte den Dienstgrad eines Maats und erhielt das Eiserne Kreuz II. Klasse. Im Juli 1943 heiratete Grüneberg Elly Lehmann, mit der er zwei Kinder haben sollte. Mit Kriegsende geriet er in britische Gefangenschaft. Nach seiner Entlassung im August 1945 arbeitete er als Maurer im niedersächsischen Oldenburg.

## Leben in der Sowjetischen Besatzungszone
Grüneberg ging zum Jahreswechsel 1945/46 nach Brandenburg in die Sowjetische Besatzungszone. Am 1. März 1946 trat er der KPD bei. Zunächst arbeitete er weiter als Maurer und 1947 für rund sechs Monate als Neulehrer in Oranienburg. Die SED delegierte ihn dann auf die Kreisparteischule Niederbarnim. Gerhard Grüneberg arbeitete zunächst in der SED-Ortsleitung Oranienburg und ab dem 1. September 1947 als Abteilungsleiter für Parteischulung, Werbung, Kultur und Erziehung der SED-Kreisleitung Guben. Mit nur 26 Jahren wurde er 1948 1. Sekretär der Kreisleitung und damit der höchste Funktionär im Kreis. 1948 besuchte er die Landesparteischule in Schmerwitz bei Wiesenburg/Mark. Nach zwei Jahren als 1. Sekretär holte die SED Grüneberg 1949 in die Landesleitung Brandenburg. Im engsten Machtzirkel des Landes, dem Sekretariat, war er mit dem Ressort Kaderarbeit betraut.

## Weiterer Aufstieg in der DDR

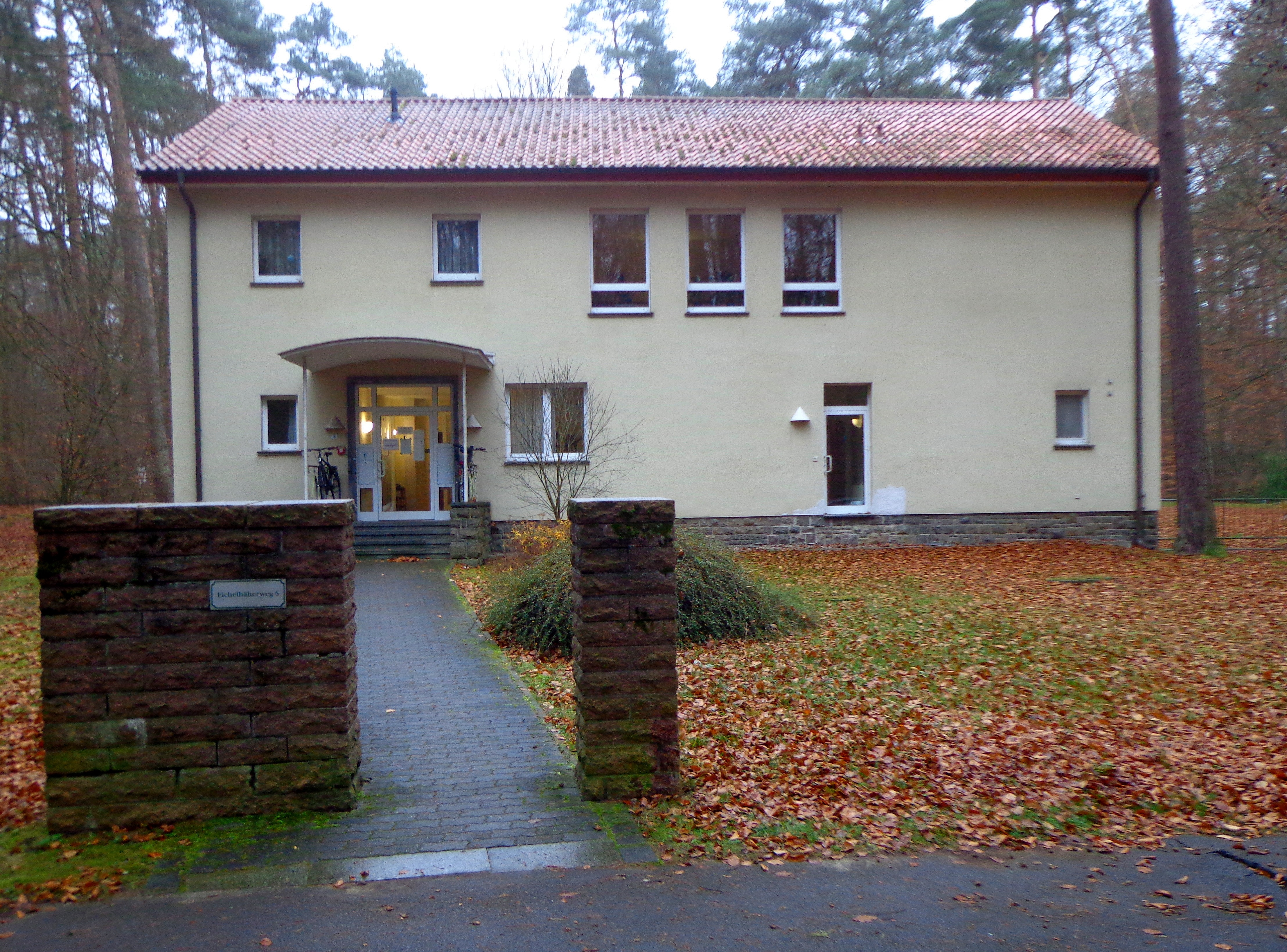
Waldsiedlung Wandlitz, das einst von Grüneberg sowie Günter Schabowski bewohnte „Haus 19“

Mit der Auflösung der Länder 1952 wechselte Grüneberg in die SED-Bezirksleitung Frankfurt (Oder) als 1. Sekretär. Neben seiner Tätigkeit absolvierte er ein Fernstudium an der Parteihochschule Karl Marx und erwarb dabei ein Diplom als Gesellschaftswissenschaftler.
1958 gelang Grüneberg der nächste Karrieresprung. Er wurde Sekretär des SED-Zentralkomitees für Staats- und Rechtsfragen und zugleich Abgeordneter der Volkskammer. 1959 stieg er zum Kandidaten und 1966 zum Mitglied des Politbüros des Zentralkomitees der SED auf. Das Politbüro machte ihn zum Leiter ihrer Agrarkommission. 1960 wurde er Sekretär für Landwirtschaft des ZK der SED. Ab dem 4. Juli 1962 fungierte Grüneberg zusätzlich als „Minister für Koordinierung der Aufgaben auf dem Gebiet der Landwirtschaft“ und gehörte 1962/63 zum Präsidium des Ministerrates. Außerdem wurde er 1963 mit der Leitung des Büros für Landwirtschaft beim Politbüro betraut, Mitglied des Rates für Landwirtschaft und Nahrungsgüterwirtschaft und ab 1966 des Präsidiums des Forschungsrates der DDR.

## Agrarpolitik unter Grüneberg
In den 1960er und 1970er Jahren war Grüneberg der wichtigste Agrarpolitiker der SED und damit der DDR. In der Folge setzte er viele Vorstellungen, die auf eine Industrialisierung der seit 1960 kollektivierten Landwirtschaft hinausliefen, um. Zum wichtigsten Bestandteil wurde die sukzessive betriebliche Trennung von Tier- und Pflanzenproduktion seit Mitte der 1960er Jahre. Das zeigte sich insbesondere unter der Ägide von Erich Honecker, unter dem Grüneberg seine Macht ausbauen konnte, nachdem er 1969 bei Walter Ulbricht in Ungnade wegen „Überspitzungen“ gefallen war.
Ende der 1970er Jahre zeigte sich, dass sich die schematische betriebliche Trennung von Ackerbau und Viehwirtschaft als Fehlschlag erwies und sich die Betriebsgrößen als kaum mehr handhabbar erwiesen. Damit geriet Grüneberg innerparteilich in Kritik – so durch den ZK-Sekretär für Wirtschaft Günter Mittag. Grüneberg versuchte, zusammen mit seinem Parteigänger Bruno Kiesler (Abteilungsleiter Landwirtschaft des ZK), die Folgen durch eine verstärkte Kooperation zu mildern, was jedoch kaum gelang. Schon vor seinem Tod setzte damit eine agrarpolitische Wende ein, die unter seinem Nachfolger als ZK-Sekretär für Landwirtschaft Werner Felfe intensiviert wurde.

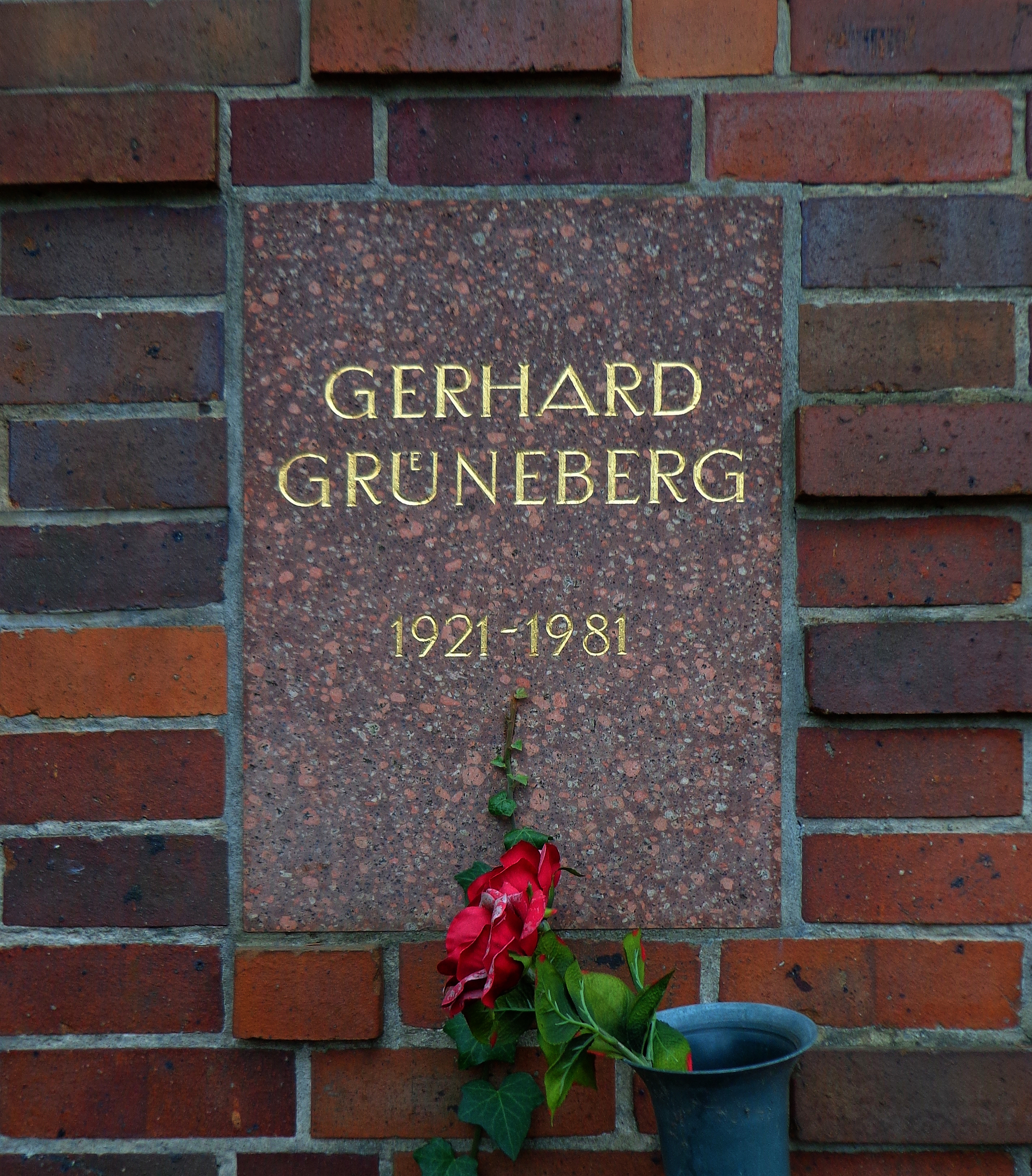
Grabstätte

Grüneberg starb 1981 im Alter von 59 Jahren an einem Geschwulstleiden. Im Haus des ZK der SED in Berlin fand ein Staatstrauerakt statt. Die Beisetzung erfolgte in der Gedenkstätte der Sozialisten auf dem Zentralfriedhof Friedrichsfelde in Berlin-Lichtenberg. Die Trauerrede hielt Paul Verner.

## Auszeichnungen
- 1959 Vaterländischer Verdienstorden (VVO) in Silber[9]
- 1964 VVO in Gold[10]
- 1971 Ehrenspange zum VVO in Gold[11]
- 1979 Karl-Marx-Orden[12]

## Schriften
- Agrarpolitik der Arbeiterklasse zum Wohle des Volkes. Ausgewählte Aufsätze 1957–1981. Berlin (Ost) 1981.
- Auf sozialistische Art leiten, arbeiten und leben. Berlin (Ost) 1959.
- Die marxistisch-leninistische Agrarpolitik von der gegenseitigen Bauernhilfe und demokratischen Bodenreform zur Ausarbeitung und Anwendung des neuen ökonomischen Systems der Planung und Leitung in der Landwirtschaft der DDR. Berlin (Ost) 1965.
- Zu einigen Fragen der Agrarpolitik der SED. Urania-Verlag, Leipzig/Jena/Berlin 1975.